# Manduca tropicalis
Manduca tropicalis är en fjärilsart som beskrevs av Rothschild och Jordan 1903. Manduca tropicalis ingår i släktet Manduca och familjen svärmare. Inga underarter finns listade i Catalogue of Life.